# Maciej Cymorek
Maciej Cymorek (23. dubna 1993) je český herec polské národnosti.

## Život
Po absolvování polského gymnázia v Českém Těšíně začal studovat na DAMU, poté přešel na Divadelní akademii ve Varšavě (Akademia Teatralna w Warszawie), kterou ukončil v roce 2017.

## Filmografie
Filmy
- 2012 - Láska je láska – Marek (romský mladík)
- 2013 - Colette

Seriály
- Ojciec Mateusz, série XII, díl 2 (2014)
- Na wspólnej (2015)
- Na dobre i na złe (2015, 2016)
- M jak Miłość (2015, 2016)

## Divadlo
Maciej Cymorek působil v Těšínském divadle.